# الدوري الجنوبي لكرة القدم 1906–07
الدوري الجنوبي لكرة القدم 1906–07 (بالإنجليزية: 1906–07 Southern Football League)‏ هو موسم من الدوري الجنوبي الممتاز. فاز فيه نادي فولهام.